# Wertełka
Wertełka (ukr. Вертелка) – wieś na Ukrainie, w  rejonie tarnopolskim obwodu tarnopolskiego, w hromadzie Tarnopol.
Do 2020 roku część rejonu zborowskiego, od 2020 – tarnopolskiego.